# Ортогональні поліноми
Ортогональні поліноми або ортогональні многочлени — послідовність многочленів {\displaystyle f_{n}(x)}, де  n — степінь многочлена, заданих на відрізку [a, b], що задовольняє умовам 
{\displaystyle \int _{a}^{b}w(x)f_{n}(x)f_{m}(x)dx=0}
для будь-яких {\displaystyle n\neq m}.
Функція {\displaystyle w(x)} називається ваговою функцією. Разом із межами відрізка вона визначає сукупність ортогональних многочленів із точністю до сталих множників. Вибір конкретної форми цих множників називається стандартизацією. Для визначення, на цій сторінці вводиться позначення: 
{\displaystyle \int _{a}^{b}w(x)f_{n}(x)f_{n}{x}dx=h_{n}}.
Кожен із многочленів має вигляд: 
{\displaystyle f_{n}(x)=k_{n}x^{n}+k_{n}^{\prime }x^{n-1}+\ldots }, де {\displaystyle n=0,1,2,\ldots }.

## Диференціальне рівняння
Ортогональні поліноми задовольняють диференціальному рівнянню:
{\displaystyle g_{2}(x)f_{n}^{\prime \prime }(x)+g_{1}(x)f_{n}^{\prime }(x)+a_{n}f_{n}=0},
де {\displaystyle g_{2}(x)} та {\displaystyle g_{1}(x)} не залежать від n, а {\displaystyle a_{n}} - стала, яка залежить лише від n. 

## Рекурентна формула
{\displaystyle f_{n+1}=(a_{n}+xb_{n})f_{n}-c_{n}f_{n-1}\,},
де 
{\displaystyle b_{n}={\frac {k_{n+1}}{k_{n}}},\qquad a_{n}=b_{n}\left({\frac {k_{n+1}^{\prime }}{k_{n+1}}}-{\frac {k_{n}^{\prime }}{k_{n}}}\right),\qquad c_{n}={\frac {k_{n+1}k_{n-1}h_{n}}{k_{n}^{2}h_{n-1}}}}.

## Формула Родріга
{\displaystyle f_{n}={\frac {1}{e_{n}w(x)}}{\frac {d^{n}}{dx^{n}}}(w(x)(g(x))^{n})},
де {\displaystyle g(x)} — певний поліном.